# Донжашвили, Тина Георгиевна
Тина Донжашвили (Тинатин Георгиевна Донжашвили) (8(21).9.1916, по другим данным — 21.09.1913, Тифлис (современный Тбилиси) — ?) — грузинская советская писательница, драматург, военврач. Участница Великой Отечественной войны 1941—45 и войны с Японией 1945.

## Биография
Окончила 1-й Московский медицинский институт (1941) и Ленинградскую военно-медицинскую академию им. С. М. Кирова.
Военный хирург в 1938—1946 гг.
Начала литературную деятельность после демобилизации.
Печататься начала в 1947. В повести «Я не покину тебя» (1947) отражены военные годы.
В 1949 году вступила в КПСС.
Написала к 1964 году роман «Гонджаура» о репрессиях в СССР. Роман опубликован только в 1988 году, на русском языке в 1990 году.
В 1992 году в журнале Литературная Грузия (№ 2-3, С.446, от редакции) опубликован некролог о смерти писательницы.

## Служба в Красной Армии
Дата призыва: 10.01.1938. Дата завершения службы: 15.07.1946
Место службы: Бакинский ВГ ЗакВО; ЭГ 894 1 ДВФ|СЭГ 4557 2 гв. А
Воинское звание: капитан медслужбы|гв. майор медслужбы|майор мед. сл.

## Награды
Ордена: Орден Красной Звезды, Орден Отечественной войны II степени, орден Трудового Красного Знамени (17.04.1958, Указ Президиума Верховного Совета СССР «О награждении орденами и медалями СССР работников искусства и литературы Грузинской ССР»).
Медали: «За оборону Кавказа», «За победу над Германией в Великой Отечественной войне 1941—1945 гг.», «За победу над Японией».

## Сочинения
- Мой заповедник [Текст] : рассказы и очерки / Т. Донжашвили ; Авториз. пер. с груз. В. Зининой. — Тбилиси : Мерани, 1975. — 175 с. ; 16 см. — Содерж.: Алые розы. — Встреча на аэродроме. — Поединок. — Алекси и Алексей. — Рядовой Матвей Марьяхин. — Мой заповедник. — Тамар. — Горбатая скала. — В Альпах Тушети. — Однажды зимней ночью. — «Пушок». — Были сумерки. — 20000 экз.. — Б. ц.
- Гонджаура [Текст] : Роман / Тина Донжашвили ; Пер. авт. — М. : Советский писатель, 1990. — 270 с. — 15000 экз.. — ISBN 5-265-01355-5 : Б. ц. Перед вып. дан. авт.: Тина Донжашвили (Тинатин Георгиевна Донжашвили)
- Донжашвили, Тина. Slava [Текст] / Tina Donžašviliová ; Přeložil Jiří Fischer. — Praha : Svět sovětů, 1954. — 278 с.
- Донжашвили, Тина. На Алазани [Текст] : Роман / Пер. с груз. А. Дмитриевой и Р. Микадзе; [Вступ. статья С. Бабенышевой]; [Ил.: Н. Шишловский]. — М. : Художественная литература, 1968. — 447 с.